# Howard Henry Baker senior

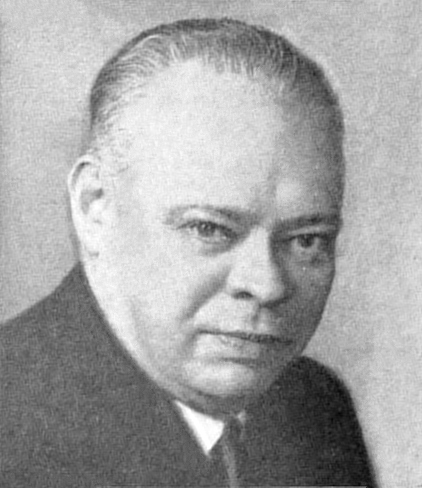
Howard Baker (1961)

Howard Henry Baker Sr. (* 12. Januar 1902 in Somerset, Pulaski County, Kentucky; † 7. Januar 1964 in Knoxville, Tennessee) war ein US-amerikanischer Politiker. Er vertrat den Bundesstaat Tennessee als Abgeordneter im US-Repräsentantenhaus.

## Werdegang
Als Kind zog Baker mit seiner Familie nach Huntsville im Scott County (Tennessee). Dort und im Knox County besuchte er die öffentlichen Schulen. Er graduierte 1922 an der University of Tennessee in Knoxville und 1924 an deren Rechtsabteilung. 1923 bekam er seine Zulassung als Anwalt und eröffnete eine Praxis in Huntsville.
Dann arbeitete Baker für einige Zeit als Verleger eines Wochenblatts in Huntsville. Des Weiteren saß er in den Jahren 1929 und 1930 im Repräsentantenhaus von Tennessee. Danach war er 1931 und 1932 Mitglied im Erziehungsausschuss des Scott County. Anschließend arbeitete er als Generalstaatsanwalt des 19. Gerichtsbezirks von Tennessee zwischen 1934 und 1948. Ferner war er 1945 Vizepräsident und Chefsyndikus der Oneida and Western Railroad. Des Weiteren war er Mitglied des Aufsichtsrates der First National Bank von Oneida.
Baker kandidierte 1938 für das Amt des Gouverneurs und 1940 für den US-Senat, scheiterte aber in beiden Fällen. 1940, 1948, 1952 und 1956 nahm er jeweils als Delegierter an der Republican National Convention teil. Er wurde als Republikaner in den 82. und die sechs nachfolgenden Kongresse gewählt, wo er den zweiten Wahlbezirk von Tennessee vertrat. Seine Amtszeit belief sich vom 3. Januar 1951 bis zu seinem Tod in Knoxville am 7. Januar 1964. Er wurde auf dem Sherwood Memorial Gardens beerdigt.
In seiner Amtszeit im Kongress beteiligte er sich nicht am Southern Manifesto, das sich gegen die Rassenintegration an öffentlichen Einrichtungen aussprach.

## Familie
Howard Henry Baker heiratete Irene Bailey Baker. Ihr 1925 geborener Sohn Howard Henry Jr. wurde später US-Senator von Tennessee und Mehrheitsführer der republikanischen Senatsfraktion sowie Stabschef des Weißen Hauses unter Präsident Ronald Reagan und Botschafter in Japan.